# Naunton Wayne
Naunton Wayne, född 22 juni 1901 i Pontypridd, Wales, död 17 november 1970 i Tolworth, Royal Borough of Kingston upon Thames, var en walesisk skådespelare.

## Roller i urval
- 1938 – En dam försvinner
- 1940 – Nattexpress
- 1943 – De tysta segrarna
- 1945 – Skuggor i natten
- 1948 – Kvartett
- 1949 – Den besatte
- 1949 – Den tredje mannen
- 1950 – Trio
- 1952 – Vårt lilla hus
- 1953 – Blixten från Titfield
- 1959 – Fram för lilla Lotta!
- 1961 – Hyss i hytten